# Kalevi Wiik
Kaino Kalevi Wiik (født 2. august 1932 i Åbo, død 12. september 2015 i Åbo) var en finsk professor i fonetik ved Åbo universitet.
Wiik er især kendt for sine hypoteser om oprindelsen af de europæiske befolkninger og sprog, herunder det finsk-ugriske sprogs rolle for de indo-europæiske sprog. 

## Wiiks hypoteser
Udgangspunktet for Wiiks hypoteser er en kombination af genetiske, geologiske, kulturelle og sproglige elementer. Hans startpunkt er dels, at man som det ultimative udgangspunkt ikke bør tage hverken materielle kulturer eller sprog, idet disse kan overtages eller tillæres, men derimod genetik, idet arveanlæg er det eneste, et menneske ikke kan løbe fra, dels at der under Weichsel-istiden var ikke et, men flere såkaldte refugier, det vil sige steder i Europa, hvor mennesker opholdt sig og overlevede istiden. Wiik udskiller fire sådanne:
- det vestlige refugium i det sydlige Frankrig og nordlige Spanien,
- det sydlige refugium på Balkan,
- det østlige refugium beliggende nord for Sortehavet,
- det siberiske refugium i Siberien.

Wiik mener nu, at da isen begyndte at smelte i senglacial tid, ca. 13.500-9.000 f.Kr., begyndte menneskene fra henholdsvis det vestlige refugium og det østlige refugium at brede sig nordpå til den baltiske syd- og østkyst, hvorved de fik kontakt med hinanden. Wiik mener, at det fremherskende sprog i det vestlige refugium var en form for proto-baskisk (førbaskisk), mens det i det østlige refugium var proto-fennougrisk (finsk-ugrisk). Han mener, at den befolkning, der bredte Ahrensburgkulturen til Skandinavien, havde et stærkt fennougrisk element stammende fra Ŝwidrykulturen, hvilket han støtter på en forholdsvis stærk forekomst af haplogruppe R1a i Nordvestnorge, en mindre stærk i Danmark og Sverige, mens den er næsten fraværende i Finland og ellers er mest og endda meget kraftigt udbredt i Polen og østover (herunder i Baltikum). Wiik mener derfor, at forekomsten af R1a støtter hypotesen om, at der er sket indvandring fra det sydøstbaltiske område gennem Danmark og Vestsverige til Norge frem for via Finland. Fra Ŝwidrykulturens kerneområde skete ligeledes kolonisering mod nord og nordøst.
Med hensyn til de indoeuropæiske sprog anser Wiik disse udbredt sammen med landbruget fra Balkan fra ca. 5.500 f.Kr. og fremover. Landbrugets udbredelse skete angiveligt kun i ringe udstrækning ved flytninger; snarere har de stedlige befolkninger overtaget både livsform (agerbrug) og indoeuropæisk sprog. Han ser med andre ord forekomsten af omfattende sprogskifter. Senere, da folk fra det sibiriske refugium indvandrede til Finland og Baltikum, overtog de den indtil da hjemmehørende befolknings fennougriske sprog.
Til støtte for disse hypoteser, der tager udgangspunkt i genetiske forhold, peger Wiik på visse sproglige træk, der angiveligt kan vise, at sprogskiftet ikke var fuldstændigt, men kun tilnærmelsesvist, og at der derfor er et sprogligt substrat, der vidner om, at indoeuropæisk er et tillært sprog, og som gav anledning til dannelsen af de forskellige nye regionale sprog, som iberisk, keltisk, tysk, slavisk og baltisk.
Wiiks hypoteser er yderst omstridte. Hans tolkning af sprogsubstrater er ikke accepteret, og selv tanken om et næsten altomskiftende sprogskifte i hele Vesteuropa (fraset det baskiske restområde) møder ikke forståelse. På den anden side må det siges, at Wiik er den eneste, der har vovet at tolke samtlige genetiske undersøgelser ind i én forståelsesramme. 

## Forfatterskab

### På internettet
- Kalevi Wiik: "How far to the South in Eastern Europe did the Finno-Ugrians Live?" (Fennoscandia archaeologica XIV; 1997; s. 23-30) (engelsk)
- Kalevi Wiik: "Who Are the Finns?" Arkiveret 5. juni 2011 hos  Wayback Machine (A Man of Measure. Festschrift in Honour of Fred Karlsson) (engelsk)
- Kalevi Wiik: "Where Did European Men Come From?" Arkiveret 21. juli 2011 hos  Wayback Machine (Journal og Genetic Genealogy 2008, nr. 4, s. 35-85) (engelsk)
- Kalevi Wiik: "A NEW ATLAS on the Origins of the Europeans" Arkiveret 8. oktober 2007 hos  Wayback Machine (engelsk)